# بيليست

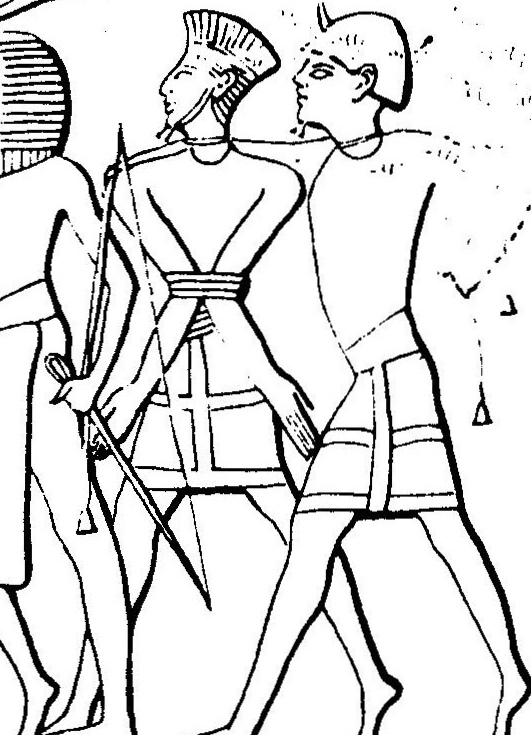
سجينان من بيليسيت وشردان يقودهما جندي مصري زمن رمسيس الثالث، معبد مدينة هابو

بيليست أو بولساتي هي إحدى المجموعات العرقية التي قيل إن شعوب البحر تتكون منها، وظهرت في سجلات تاريخية وأيقونية مجزأة في مصر القديمة من شرق البحر الأبيض المتوسط أواخر الألفية الثانية ق.م.

## السجلات الأولى
في حقبة انهيار العصر البرونزي، تم تسجيل تحالف ملاحي معروف إقليميًا باسم شعوب البحر بأنه نفذ عددًا من الغارات والغزوات في شرق البحر الأبيض المتوسط. وبعد نهب العديد من الممالك والمدن على طول الحوض، خاضت شعوب البحر حروبًا مع مصر القديمة في عهد رمسيس الثالث، وأشهرها في معركة الدلتا التي قضى خلالها الجيش المصري على القوة الغازية. إحدى مجموعات شعوب البحر التي تم تسجيلها بأنها شاركت في معركة الدلتا كانت بيليسيت، الذين وفقًا لمعبد رمسيس الجنائزي في مدينة هابو، تم نقلهم بقوة من قبل الفرعون إلى جنوب كنعان، والتي كانت في ذلك الوقت ضمن حدود الإمبراطورية المصرية. لم يكن علم الآثار قادرًا على تأكيد هذا النقل الجماعي الواضح للبيليست.
بعد تلك الفترة الزمنية اختفت شعوب البحر ككل من السجلات التاريخية، ولم تكن بيليسيت استثناءً.

## الهوية والموطن
يعرف المؤرخون عمومًا بيليسيت بانهم أسلاف الفلستيون، أو بالأحرى العكس. لم يتم الاتفاق عالميًا على أصول بيليسيت، مثل الكثير من شعوب البحر - ومع ذلك خلص العلماء عمومًا إلى أن الجزء الأكبر من تلك العشائر نشأ في منطقة جنوب أوروبا الكبرى، مثل غرب آسيا الصغرى وبحر إيجه وجزر البحر الأبيض المتوسط. وبالمثل رُبِطت عشائر شعوب البحر مع العديد من الأنظمة السياسية في البحر الأبيض المتوسط، ولكن بدرجات قبول متفاوتة: عقويش مع أخيون، ودين ين مع دنان ولوكا مع ليقيا، وشيكلش مع سيكوليون، والشردان مع سردينيون، إلخ. يشير التقاء الجغرافي لأصول شعوب البحر في منطقة بحر إيجة إلى أن بيليسيت كانت لهم أصول مماثلة.

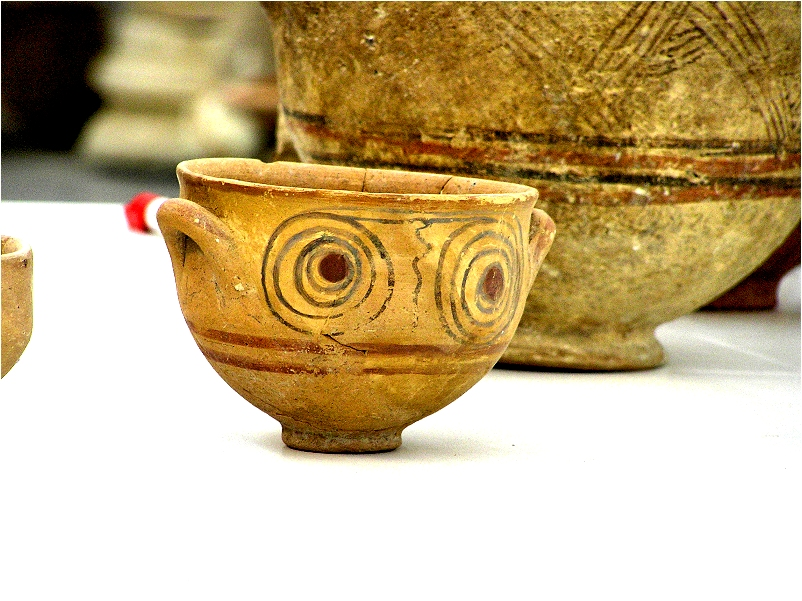
الفخار الفلستي ثنائي الكروم

مما يؤكد تعريف بيليست بأنهم الفلستيون هو الوصف التوراتي للأشخاص المنحدرين من كفتور، والتي تم تحديدها عمومًا بأنها كريت، ووجود ثقافة خزفية ميكينية مميزة وجدت في العديد من مواقع الآثار الفلسطينية. وبالمثل وجدت دراسة جينية أجريت سنة 2019 على عدد من الهياكل العظمية التي تم اكتشافها في مقبرة فلسطينية في عسقلان أن سكان المدينة في بداية العصر الحديدي كان مختلفًا وراثيًا عن السكان المحليين الناطقين بالسامية في بلاد الشام بسبب خليط متعلق بأوروبا؛ أصبحت تلك الإشارة الجينية غير قابلة للكشف في العصر الحديدي المتأخر حيث وصل تهجين هؤلاء الأفراد واستيعابهم إلى نهايته الطبيعية. وفقًا للمؤلفين ، من المحتمل أن يكون المزيج ناتجًا عن "تدفق الجينات من مجموعة جينية مرتبطة بأوروبا" أثناء الانتقال من العصر البرونزي إلى العصر الحديدي، مما يدعم النظرية القائلة بوقوع حدث للهجرة.
وتربط مصادر قديمة أحيانًا البيليست بالبلاسجيين [الإنجليزية]، إلا أن هذا التعريف به العديد من العيوب وقد أهمله العلماء المعاصرين. والسبب الرئيسي هي الصعوبات الاشتقاقية لـ "ج" في "بلاسجيين" لتصبح "ت" في الترجمة المصرية، خاصة وأن الاسم المحلي فلستيون يتوافق بالفعل مع النموذج ب-ل-س-ت وبالتالي لم يتطلب مثل هذا التعديل ليتم تقديمه مثل بيليست في اللغة المصرية.